# Marxisme culturel
La notion de marxisme culturel décrit une théorie du complot,,,,, répandue dans les milieux conservateurs et d'extrême droite. Bien que l'origine du terme remonte à l'ouvrage de Trent Shoyer The Critique of Domination : The Origins and Development of Critical Theory, le terme a également été utilisé par une partie de la droite, d'après laquelle l'École de Francfort et la pensée politique de gauche sont à la base d'un complot qui vise à « détruire la culture occidentale »,,,,,,,. Ces derniers attribuent à la théorie critique le multiculturalisme, et le politiquement correct. D'autres personnalités faisant référence à l'usage plus académique de la notion de marxisme culturel, critiquent également son impact sur le politiquement correct, la polarisation de la politique ou encore ce qui est parfois appelé la « gauche régressive ». La notion est employée par des figures du conservatisme américain, tels que William S. Lind, Pat Buchanan, Paul Weyrich (en) et le think-tank américain conservateur Free Congress Foundation (en),,,, ainsi que même récemment par des penseurs tels que Russel Blackford, Richard Weiner ou encore Dennis Dworkin.

## Histoire
Dans son sens propre, le terme remonte à 1973, il faudra attendre une vingtaine d'années pour que la version conspirationniste du terme fasse son apparition, avec des critiques envers l'École de Francfort  par Michael Minnicino dans son essai de 1992, Les nouveaux âges sombres : L'École de Francfort et le politiquement correct, publié par l'Institut Schiller,,. L'article de Minnicino accuse l'École de Francfort d'avoir imposé le modernisme dans l'art en tant qu'une « forme de pessimisme culturel », et pour avoir joué un rôle prépondérant dans la contre-culture des années 1960. En 1999, Lind est à la base de la création d'un film documentaire de plus d'une heure, Le politiquement correct : L'École de Francfort. Sur la base de ce film sont créés « … de nombreux textes, qui sont partagés sur des sites d'extrême droite. De leurs côtés, ils inspirent un déferlement de vidéos sur YouTube, auxquels participe un drôle de casting de pseudo-experts, régurgitant dans une ligne politique d'une simplicité engourdissante : tous les maux de la culture américaine contemporaine sont dus au féminisme, à la discrimination positive, à la libération sexuelle, aux droits LGBT, au déclin de l'éducation traditionnelle, au mouvement écologiste ; et toutes ces choses là sont dues à l'influence des membres de l'Institut de Recherche sociale, qui sont venus aux États-Unis dans les années 1930. »
Bien qu'on puisse encore trouver des exemples d'utilisation par des penseurs de gauche au début des années 2000, plus récemment, le terroriste norvégien Anders Behring Breivik, dans son document 2083 : Déclaration européenne d'indépendance, qu'il a envoyé par courriel accompagné de Le politiquement correct : Histoire courte d'une idéologie de la Free Congress Foundation, à 1003 adresses 90 minutes avant les actes terroristes qu'il a perpétrés à Oslo en 2011, désigne le « marxisme culturel » et l'islam parmi ses « ennemis »,,.
Pour Jérôme Jamin, philosophe et professeur en sciences politiques, « Avec la dimension globale de la théorie du complot du marxisme culturel, nous avons assisté à l'apparition d'une autre dimension : celle qui permet à certains d'éviter le discours raciste classique et de prétendre qu'ils sont des défenseurs de la démocratie. » Pour Jamin, l'aspect complotiste du terme est renfloué par la désignation [d']un groupe animé par une intention malveillante est clairement identifié.
En dépit de l'utilisation la plus ancienne de ce terme par un défenseur de la théorie critique, le professeur de l'Université d'Oxford Matthew Feldman fait remonter l'étymologie du terme jusqu'à la notion allemande de l'avant-guerre de « bolchevisme culturel », partie du discours de « dégénération de la société », qui contribue à l'avènement au pouvoir d'Adolf Hitler.
Au Brésil, le gouvernement de Jair Bolsonaro déclare « la guerre contre le marxisme culturel », ce qui se traduit par des actes de censure ou des pressions sur les artistes. La lutte contre le marxisme culturel est également reprise par Javier Milei, élu président libertarien de l'Argentine en 2023.